# アンナ・フォン・エスターライヒ (1573-1598)
アンナ・フォン・エスターライヒ（またはエスターライヒ＝シュタイアーマルク、Anna von Österreich(-Steiermark), 1573年8月16日 - 1598年2月2日）は、ポーランド王兼スウェーデン王ジグムント3世ヴァーサの王妃。ポーランド語名ではAnna Austriaczka, Anna Habsburzanka, Anna Rakuszanka, スウェーデン語名ではAnna av Österrike, Anna av Steiermarkと呼ばれた。

## 生涯
オーストリア大公カール2世とマリア・アンナ・フォン・バイエルン（バイエルン公アルブレヒト5世とカール2世の姉アンナの娘）の娘としてグラーツで生まれた。兄に神聖ローマ皇帝フェルディナント2世、オーストリア大公レオポルト5世、姉にトスカーナ大公妃マリア・マッダレーナ、妹にマルガレーテ（スペイン王妃）、コンスタンツェ（ジグムント3世の後妻）がいる。
1592年5月31日、ジグムントと結婚した。この結婚は、ジグムントがハプスブルク家と同盟することを危惧する、ポーランド・リトアニア共和国の貴族たち（シュラフタ）に反対された。ジグムントが、アンナを迎えにイェジー・ラジウィウ枢機卿をプラハに派遣したとき、国境を守る反ハプスブルク派のヤン・ザモイスキはアンナ大公女一行の入国を妨害した。アンナは妨害をくぐりぬけてクラクフに到着し、王妃として戴冠した。2年後スウェーデンで、スウェーデン王妃として戴冠した。
アンナは決して美人というわけではなかったが、ジグムントと仲の良い夫婦だった。アンナはかつての敵と友好関係を結ぶよう努力し、彼らの尊敬を勝ち得た。彼女の存命の間に、ジグムントはポーランドの首都をクラクフからワルシャワに遷都した。アンナが実家から連れてきた侍女のウルシュラ・マイェリンは夫ジグムント3世の愛妾となったが、アンナもまたマイェリンを親しい相談役としていた。アンナは末子クシシュトフを出産後に死去した。ジグムントは後添えとしてアンナの妹コンスタンツェと再婚した。

## 子供
- アンナ・マリア（1593年 - 1600年　夭折）
- カタジナ（1594年　夭折）
- ヴワディスワフ4世（1595年 - 1648年）　ポーランド王
- カタジナ（1596年 - 1597年　夭折）
- クシシュトフ（1598年　夭折）